# Ольбия
О́льбия (итал. Olbia, сард. Terranoa) — итальянский город-порт в провинции Сассари на Сардинии. Исторический центр области Галлура. 
При населении в 61 тыс. жит. (2018) является четвёртой коммуной Сардинии по численности населения (после Кальяри, Сассари и Куарту-Сант-Элена) и второй по величине после Сассари.
Покровителем города считается святитель Симплиций, первый епископ города. Праздник города отмечается 15 мая.

## История
История города Ольбия восходит к нурагическому периоду, в дальнейшем эта территория поочередно завоевывалась финикийцами, пунами, римлянами и карфагенянами.
Благодаря своему выгодному географическому положению в центре пересечения торговых путей Средиземноморья, Ольбия была одним из важнейших и богатейших городов на острове, об этом до сих пор свидетельствуют руины романских терм, акведуков, некрополей и общественных зданий.
В продолжение своей долгой истории город несколько раз перестраивался на новом месте. В Средние века именовался Чивита (Civita) и Терранова (Terranova). В 1939 году город Терранова-Паузания (Terranova-Pausania) был переименован в Ольбию в рамках муссолиниевской программы возвращения античных названий коммунам Италии.